# Dactylosaurus
Genre
Espèces de rang inférieur
- † Dactylosaurus gracilis Gürich, 1884

Synonymes
- † Dactylosaurus schroederi Nopcsa, 1928
 (synonyme junior de D. gracilis)

Dactylosaurus était un genre de sauroptérygiens du Trias de la famille des Pachypleurosauridae. Avec Anarosaurus, Dactylosaurus est l'un des premiers pachypleurosauridés connus  ayant vécu en Europe.

## Étymologie
Dactylosaurus vient du grec daktulos/δακτυλος, « doigt » et sauros/σαυρος, qui signifie « lézard » ou « reptile ».

## Description
Les os nasaux de Dactylosaurus se rejoignent et sont largement structurés. La fenêtre temporale supérieure est grande et en forme de rein. Il y a 17 vertèbres cervicales et les côtes cervicales ont des processus antérieurs. Les mâchoires de Dactylosaurus s'étendaient largement sur le côté du museau.